# Aon (entreprise)
Pour les articles homonymes, voir Aon.
Aon, officiellement Aon plc (NYSE : AON), est une multinationale britannique, acteur majeur dans les domaines de la gestion des risques, du courtage d'assurance et de réassurance, du conseil en ressources humaines, du management et de la souscription d’assurances spécialisées. 
Son siège est situé à Londres. Aon possède également un centre décisionnel important à Chicago, situé dans l'Aon Center. La société regroupe dans le monde 50 000 salariés et cinq cents bureaux dans plus de 120 pays. Le nom « aon » signifie « unité » en gaélique.

## Historique
Aon a été créée en 1982, lors de la fusion de Ryan Insurance Group et de Combined International Corporation aux États-Unis.
Aon est le principal sponsor de Manchester United, et dans le cadre du parrainage, leur logo est affiché sur le devant du maillot du club et une pléthore d'autres marchandises. L'opération a été annoncée par le chef de la direction de Manchester United David Gill, le 3 juin 2009, le contrat commençant le 1er juin 2010 pour une valeur record de 92 millions d'euros.
En 2001, lors des attentats du 11 septembre 2001, la société perdit tous les bureaux qui se trouvaient dans les tours jumelles et 172 employés périrent.
En 2007, Aon vend sa filiale Combined, qui délivre des assurances et emploie 7 000 personnes, pour 2,4 milliards de dollars, à Ace. En parallèle, Aon vend sa filiale Sterling Life Insurance à Munich Re pour 352 millions de dollars.
En août 2008, Aon acquiert le courtier en réassurance Benfield pour 1,58 milliard de dollars
En juillet 2010, Aon Corporation annonce l'acquisition pour 4,9 milliards de dollars d'Hewitt Associates, spécialisée dans le conseil en ressource humaine, qu'elle fusionne avec sa branche Aon Consulting pour créer Aon Hewitt,. À la suite de cette acquisition, une suppression de 1 500 emplois est annoncée.
En février 2016, Aon vend ses activités dans la gestion de ressources humaines au fonds Blackstone pour 4,8 milliards de dollars.
Le 9 mars 2020, Aon annonce acquérir son concurrent, Willis Towers Watson, pour 30 milliards de dollars,. En mai 2021, Aon et Willis Towers Watson, annoncent vendre une partie de leurs actifs à Arthur J. Gallagher, pour 3,57 milliards de dollars, pour répondre aux attentes de l'autorité de la concurrence européenne. En juin 2021, Aon annonce la vente d'actifs supplémentaire pour satisfaire les autorités de la concurrence de 1,4 milliard de dollars à Aquiline Capital Partners. En juillet 2021, les deux entreprises annoncent l'annulation de l'acquisition, en raison de l'opposition des autorités de la concurrence américaine, notamment du département de la Justice des États-Unis.

## Actionnaires
Liste des actionnaires au 5 novembre 2019.
| Massachusetts Financial Services                        | 9,48 % |
| The Vanguard Group                                      | 7,65 % |
| SSgA Funds Management                                   | 4,53 % |
| Lazard Asset Managemen                                  | 3,87 % |
| Capital Research & Management                           | 2,95 % |
| Capital Research & Management (International Investors) | 2,90 % |
| Longview Partners                                       | 2,76 % |
| BlackRock Fund Advisors                                 | 2,57 % |
| Artisan Partners                                        | 2,56 % |
| Mawer Investment Management                             | 2,52 % |

## France
Aon France est un acteur majeur du courtage en France et regroupe le Commercial Risk Solutions (courtage IARD), Health and Retirement Solutions (Courtage en Santé/Prévoyance et Retraite), Reinsurance Solutions (courtage en Réassurance) et Data et Analytics (Affinitaire...). Le siège d'Aon France est basée, depuis juin 2011, dans le 15e arrondissement de Paris dans le Carré Suffren au 31-35 rue de la Fédération.
Aon France compte plus de mille collaborateurs, répartis principalement entre Paris, Marseille et Angoulême.
En janvier 2019, Aon France, annonce le rachat de Chapka Assurances spécialiste dans le développement de solutions à l’intention des professionnels du tourisme et des particuliers : courts séjours, voyages longue durée, programme vacances travail. En juillet 2019, Aon France rachète Ovatio et devient le leader européen du marché des industries culturelles et créatives. Puis en 2020, Aon France rachète Apollo Courtage et devient leader du courtage dans le secteur du digital et de l'innovation.